# Баштала
Баштала — село в Усть-Коксинском районе Республики Алтай России. Входит в состав Усть-Коксинского сельского поселения.

## История
После революции 1917 года Горный Алтай находился в составе Бийского уезда до марта 1918 г. В марте 1924 года регион, впервые за всю российскую историю, был выделен в отдельную административно-территориальную единицу — Ойротскую автономную область в составе РСФСР. Баштала вошла в состав Уймонской волости.
Согласно «Списку населённых мест Сибирского края», изданного в Новосибирске в 1928 году, официальный год основания Усть-Коксы ― 1807. В это же время зафиксировано, что в состав деревни Усть-Кокса входили выселки Башталинский, Кастахтинский, Власьевский и Огневский. Официальной датой основания села принято считать 1860 год.
Одна из версий названия Баштала — образовано от тюркского слова Баш-Тала, Башталу ― главная степь, поле, сторона. Возможно, это топонимический гидроним, и село названо по одноименной реке.

## География
Село Баштала находится в пределах Уймонской долины, высота которой 1000 метров над уровнем моря, на берегу реки Башталинка.
Уличная сеть
В селе 10 улиц и 8 переулков.
Расстояние до
- районного центра Усть-Кокса 4 км.
- краевого центра Горно-Алтайск: 187 км.

Ближайшие населённые пункты
Гагарка 6 км, Кастахта 7 км, Октябрьское 7 км, Курунда 8 км, Власьево 10 км, Берёзовка 10 км, Верхний Уймон 10 км, Огнёвка 11 км, Тихонькая 13 км, Сахсабай 14 км, Теректа 15 км, Тюгурюк 18 км, Кайтанак 19 км, Нижний Уймон 21 км, Чендек 21 км, Мараловодка 23 км, Маргала 24 км, Мульта 25 км.

## Население
| 2010 | 2011 | 2012 | 2013 | 2014 | 2015 | 2016 |
| ---- | ---- | ---- | ---- | ---- | ---- | ---- |
| 413  | ↗414 | ↗433 | ↘430 | ↗442 | ↗447 | ↗454 |

## Климат
Климат Усть-Коксинского района ― резко выраженный континентальный, что связано с преобладанием воздушных масс, идущих с юго-западного направления. Среднемесячная температура зимы −23 °C, в июле 15 °C, в жаркие дни до 38—40 ˚С. Среднее количество осадков за год ― 517 мм.

## Инфраструктура
В Баштале проживает немногим более 400 человек. Жители занимаются заготовкой леса, его переработкой, разведением скота (крупный рогатый, овцы и козы), пчеловодством, производством зерна, а также сбором и заготовкой лекарственных трав, кедрового ореха, предоставляют туристические услуги. Есть крестьянско-фермерские хозяйства, развито мараловодство и заготовка (переработка) пантов оленей. В селе есть средняя общеобразовательная школа, частные предприятия, торговая сеть, медицинские и административные учреждения.

## Транспорт
От Башталы дорога ведет к подножию Теректинского хребта, селам Теректа, Кастахта, Курунда.

## Туризм
Туризм находится в стадии развития, на уровне обсуждения ― охотничий туризм, хотя ежегодно сюда приезжает большое количество туристов. Альпинизм и посещение села, связанное с заготовкой лекарственных трав и растений ― пока наиболее востребованные виды туризма.
В пределах доступности расположены такие туристические объекты, как гора Баштала (4-5 км) и озеро на вершине Теректинского горного хребта. На Теректинском хребте, вверх по Башталинскому ущелью, на высоте 2400 метров, находится высокогорное озеро Башталинское ― кратер бывшего вулкана, жемчужина горы Баштала. В 200 метрах от села, на северной окраине, расположен археологический памятник «Поселение Баштала».
Интерес представляют Уймонская степь (10 км), хребет Холодный Белок (29 км) и урочище Зайчонок (30 км). В ясную погоду из села Баштала видна самая высокая гора Сибири — Белуха (4506 м). В её окрестностях создан в 1997 году природный парк «Белуха», часть природно-заповедного фонда Республики Алтай. В близлежащих сёлах находится несколько туристических баз и домов отдыха.
Музеи
В селе Баштала в 1992 году открылся филиал единственного в мире Музея Солнца (Новосибирск, Академгородок). Автор и идейный вдохновитель его создания ― Валерий Иванович Липенков. В залах представлены изображения нашего светила в самых разнообразных стилях и направлениях искусства. Среди экспонатов встречаются произведения детей. В залах музея можно встретить необычный музыкальный инструмент — било.
Люди
В Баштале с 2006 года живёт и работает самобытная народная художница Лилия Александровна Педак. Её работы висят в офисах и кабинетах различных организаций, в музейно-выставочном центре Железногорска, музее Солнца в Новосибирске, частных коллекциях России, Англии и США. С 2014 года к дому пристроено помещение, в котором располагался художественно-выставочный проект под названием «Путь человечества в будущее через почитание природы и развитие знаний», проводились экскурсии для школьников и гостей района. В настоящее время рядом с домом построен и действует музей под названием «МузеУм Просто — Космос», в котором находятся все работы художницы алтайского периода. Музей доступен для посещения с июня по сентябрь: проводятся экскурсии на тему космоса и места человека в нём, астрологии, космогонии, рассказывается о шаманизме и его основах.